# Tanya Aguiñiga
Tanya Aguiñiga (San Diego, 1978) es una artista, diseñadora y activista estadounidense de ascendencia mexicana.

## Primeros años y estudios
Aunque nació en los Estados Unidos, Aguiñiga pasó su infancia en Tijuana, México. Entre los 4 y los 18 años viajaba varias horas diarias a través de la frontera para asistir a la escuela en Los Ángeles, experiencia que influiría en su vida y trabajo posteriores. Más adelante obtuvo una licenciatura en diseño aplicado en la Universidad Estatal de San Diego y un máster en diseño de interiores en el Instituto de Diseño de Rhode Island.

## Carrera
Aguiñiga comenzó a diseñar mueblería en 1997 cuando todavía era una estudiante de licenciatura. Inicialmente trabajó como diseñadora y fabricante para el programa de la red DIY Freeform Furniture. A lo largo de su carrera, el trabajo de Aguiñiga ha tomado muchas formas pero sigue estando generalmente centrado en el textil, a menudo combinando el diseño moderno con elementos de la técnica artesanal tradicional. Además de diseñar muebles, joyas y otras piezas de pequeña escala, ha extendido sus medios de diseño a la fibra creando tejidos con materiales como yute, lana, seda y algodón.
Su obra ha sido presentada en la serie del canal PBS Craft in America y en una exposición de 2011 en el Museo de Artesanía y Arte Popular, entre muchos otros lugares. La diseñadora Ulla Johnson encargó una pieza de Aguiñiga para su tienda en Nueva York. Entre mayo y octubre de 2018 presentó una exposición individual de su trabajo en el Museo de Arte y Diseño de la ciudad de Nueva York titulada Tanya Aguiñiga: Craft and Care, resaltando su proyecto AMBOS (Art Made Between Opposite Sides), que trata de la vida en la frontera entre México y los Estados Unidos.
Habiendo crecido en la frontera entre Estados Unidos y México, Aguiñiga utiliza sus experiencias de vida en relación con su práctica artesanal para promover la creación colectiva dentro de las comunidades, encabezando proyectos de promoción basados en el arte. Ha realizado además exposiciones al aire libre usando técnicas muy poco comunes, llegando a atarse en cierta ocasión al cartel de Beverly Hills vestida con ropa tradicional mexicana.

## Colecciones
- Museo de Bellas Artes de Houston
- Museo de Arte del Condado de Los Ángeles